# Spiruria
Spiruria é uma subclasse de vermes cilíndricos ecdizoários do filo Nematoda, classe Secernentea.Nele se encontra a Brugia malayi.